# Indy Lights 1995
Indy Lights 1995 var ett race som dominerades totalt av Greg Moore, som vann alla utom två av racen.

## Statistik

### Deltävlingar
| Datum        | Bana          | Vinnare      |
| ------------ | ------------- | ------------ |
| 5 mars       | Miami         | Greg Moore   |
| 2 april      | Phoenix       | Greg Moore   |
| 9 april      | Long Beach    | Greg Moore   |
| 23 april     | Nazareth      | Greg Moore   |
| 4 juni       | Milwaukee     | Greg Moore   |
| 11 juni      | Detroit       | Robbie Buhl  |
| 25 juni      | Portland      | Greg Moore   |
| 16 juli      | Toronto       | Greg Moore   |
| 23 juli      | Cleveland     | Greg Moore   |
| 20 augusti   | New Hampshire | Greg Moore   |
| 3 september  | Vancouver     | Pedro Chaves |
| 10 september | Laguna Seca   | Greg Moore   |

### Slutställning
| Plats | Förare           | Poäng |
| ----- | ---------------- | ----- |
| 1     | Greg Moore       | 222   |
| 2     | Robbie Buhl      | 140   |
| 3     | Affonso Giaffone | 122   |
| 4     | Doug Boyer       | 108   |
| 5     | Pedro Chaves     | 99    |
| 6     | Buzz Calkins     | 77    |